# Étienne-Émile Desvaux
Étienne-Émile Desvaux, född den 8 februari 1830 i Vendôme, död den 13 maj 1854 i Mondoubleau, var en fransk botaniker.
Han utvecklade ett tidigt intresse för botanik och samlade aktivt växter vid tio års ålder. I juli 1850 erhöll han en Bachelor of Science i Paris.
Auktorsnamnet É.Desv. kan användas för Étienne-Émile Desvaux i samband med ett vetenskapligt namn inom botaniken; se Wikipediaartiklar som länkar till auktorsnamnet.